# Prospalta firina
Prospalta firina är en fjärilsart som beskrevs av Swinhoe 1885. Prospalta firina ingår i släktet Prospalta och familjen nattflyn. Inga underarter finns listade i Catalogue of Life.